# Madrisella
Die Madrisella ist ein 2466 m ü. A. hoher Berg im österreichischen Bundesland Vorarlberg und gehört zur Gebirgsgruppe Silvretta.

## Lage und Umgebung
Die Madrisella liegt in der Region Montafon, südwestlich des Dorfes Gaschurn und östlich des Dorfes Gargellen. Über die Madrisella verläuft die Grenze der Gemeinden Gaschurn und St. Gallenkirch, die Grenze zur Schweiz ist nur wenige Kilometer entfernt. Benachbarte Berge in der Silvretta sind unter anderem Versettla, Heimspitze und Schafboden.

## Routen zum Gipfel
Von der Bergstation der Versettlabahn (2010 m ü. A.) ist der Gipfel der Madrisella über die Versettla (2372 m ü. A.) in 1¾ Stunden Gehzeit zu erreichen.
Alternativ besteht die Möglichkeit einer etwa fünfstündigen Rundtour von der Bergstation über die Alpe Nova (1730 m ü. A.) und das Matschuner Joch (2390 m ü. A.) auf den Gipfel. Der Abstieg zur Bergstation erfolgt über die Versettla.